# Araz Naxçıvan
Araz Naxçıvan – azerski klub futsalowy z siedzibą w Nachiczewan, obecnie występuje w Premier League (najwyższa klasa rozgrywkowa w Azerbejdżanie).

## Sukcesy
Źródło:
- Mistrzostwo Azerbejdżanu (10): 2005, 2006, 2007, 2008, 2009, 2010, 2011, 2012, 2013, 2014
- Puchar Azerbejdżanu (5): 2005, 2006, 2007, 2008, 2009
- 3. miejsce w UEFA Futsal Cup (2): 2010, 2014